# Черешняки
Черешняки (рум. Cireșarii) — серія з п'яти романів румунського письменника Константіна Кіріце. Романи про пригоди сімки підлітків Віктора, Урсу, Лучії, Дана, Йонела, Марії, Тіка разом з собакою Цомбі, яких називають «черешняками», бо вони проживають у кварталі Черешень у неназваному містечку. Там вони живуть, навчаються, грають ігри. Автор побачив у своїх героях кожну дитину і підлітка, з усіма можливими бажаннями, почуттями і переживаннями. Кожному з них він надав своїх особливостей характеру з плюсами і мінусами, а також прописав ту істотну роль, яку відіграватиме у всій групі. Потім він помістив їх усіх у послідовну, привабливу, напружену і зворушливу пригоду на фоні чарівних пейзажів Румунії, у середовище чудово описане, часто деталізоване, але не обов'язково точно локалізоване. Віктор, Урсу, Лучія, Дан, Йонел, Марія і Тік розвиваються і будують самих себе протягом кожної з книг серії, дорослішають, набуваючи все більш чітких обрисів та стаючи все більш яскравими. Їхні пригоди сповнені мандрівок, хвилювання та відвертості. Зневажаючи небезпеки, навіть ризикуючи життям, вони рятують людей, що потрапили у біду, знаходять скарби, розгадують таємниці. Кожен роман п'ятитомнику має свою власну історію і може бути розглянутий окремо.

## Книги
| Дата публікації | Назва роману                  | Оригінальна назва         |
| --------------- | ----------------------------- | ------------------------- |
| 1956 рік        | «Лицарі черешневого цвіту»    | Cavalerii florii de cireș |
| 1958 рік        | «Замок дівчини в білому»      | Castelul fetei în alb     |
| 1965 рік        | «Колесо щастя»                | Roata norocului           |
| 1968 рік        | «Снігові крила»               | Aripi de zăpadă           |
| 1963 рік        | «Щасливої дороги, черешняки!» | Drum bun, Cireșari!       |

## Коротко про автора та історію написання пенталогії
Константін Кіріце народився у 1925 році в Ібенешті (повіт Васлуй) Румунія. У підлітковому віці вступив до циркової трупи, був акробатом і боксером. Навчався у політехнічному інституті в Бухаресті, однак навчання не закінчив. З раннього віку почав працювати в пресі. Як журналіст, Кіріце об'їздив рідну країну вздовж і впоперек, маючи можливість познайомитися з різними середовищами. Він написав кілька романів про життя робітників. Часи початку 1950-их років були для письменника важкими: сім'ю дружини переслідували комуністи. Він вижив як письменник-привид, друзі допомагали видавати його книги, підписуючи їх своїми прізвищами. Народився його старший син Віктор, сім'я очікувала на народження ще однієї дитини. Тоді письменник вирішив написати книгу про підлітків і для підлітків. У його уяві книга мала бути настільки прекрасна, щоб жодне видавництво не відмовило йому в публікації. Так і сталося, але видавництво попросило змінити назву твору, бо у них уже було на той час видання з назвою, яку спершу запропонував Кіріце. Тож оскільки автор проживав у цей час на вулиці Черешень у Бухаресті, виникла ідея назвати героїв книги і сам твір «Черешняки», а коли з'явилися інші книги, то ця назва перейшла на всю серію.
Спочатку роман був складений у вигляді трилогії. У 1956 році вийшов перший том, який у 1968 році з «Черешняків» переіменовано спочатку в «Чорний терор», а потім у 1972 році в «Лицарі черешневого цвіту». У 1958 році вийшов «Замок дівчини в білому» у 1963 році — «Щасливої дороги, черешняки!». Ці книги одразу завоювали популярність у румунських підлітків, які почали організовуватися у групи для проведення різноманітних екскурсій з вивчення природніх, історичних та культурних пам'яток рідного краю. Практично читачі-фанати змусили автора написати ще дві книги. У 1965 році була написана книга «Колесо щастя», а в 1968 році — «Білий терор», переіменована пізніше у «Снігові крила». У 1972 році вийшло перше видання роману у п'яти частинах, де перший і четвертий томи отримали свої остаточні назви, також автор вніс деякі правки у серію загалом.

## Персонажі
Віктор — «високий, міцно збитий, стрункий. У нього видовжене обличчя, глибокі чорні очі, темне волосся, зрілий в рисах, жестах, у поведінці. Математик, який приголомшував логікою мислення та силою доказів». Має здібності до розгадування загадок. Крім того, серйозний, скромний, милий, з прихованою чутливістю. Достойний ватажок гурту.
Урсу — «крем'язень Теодору Теодор, сміливець, якому було не більш як шістнадцять, але його статура, особливо м'язисті руки, виказували при кожному рухові надзвичайну силу і гнучкість, за що прозваний по-доброму Урсу», що з румунської означає «ведмідь». Сильний і фізично витривалий, боксер і акробат, який прораховує свої рухи з точністю логіки Віктора. Він — грізний спортсмен з ніжним серцем, сором'язливий. Часто ризикує життям заради порятунку друзів.
Лучія — «білява, з підстриженим по-хлоп'ячому волоссям, допитливими очима, різкими впевненими рухами, з деякою різкістю і в голосі, і в поведінці». Має енергійний, саркастичний характер, здібна до точних наук, злегка схильна до романтики, більше стримана. Вимоглива до себе та до інших дівчина. Вона часто подвоює Віктора у міркуваннях.
Дан — «смаглявий рум'яний хлопець», з першого погляду нерішучий, та, коли потрібно, мужній, безстраший, з чудовим почуттям гумору. «З усіх черешняків був найменш дратівливий і в нього найшвидше минала злість, при ньому завжди була люлька миру». Саме йому було доручене важливе завдання укінці історії.
Йонел — доброзичливий, щирий, розумний, вдячний. Директорський син, розпещена дитина, з деякими амбіціями до лідерства, але невміння приймати рішення і вирішувати складні питання виключили його з такої ролі.
Марія — «чорнява, майже бліда, з довгими косами, які звисали на грудях, з мрійливими, спокійними очима». Дотепна, розсудлива, завжди готова комусь допомогти. Їй подобаються старовинні замки, чарівні куточки природи. Часто є рішучою, іноді з іронічним характером, спортсменка.
Тік — «хитрий скуйовджений білявий шибеник з живим сріблом в очах». На три роки молодший брат Марії, кмітливий, спритний, сміливий, з гумором. Любить людей і тварин, а друзі люблять його. Часто саме він опиняється у центрі пригод.
Цомбі — вірний собака Тіка, без якого не обходяться пригоди наймолодшого черешняка. Ім'я собаки деколи змінюється на Цингуліка, якщо тварина неслухняна.

## Романи

### Лицарі черешневого цвіту
У книзі читачі вперше знайомляться з черешняками: учнями восьмого класу, які проживають у районі Черешень. Черешняки за винятком Тіка, який був надто малий, щоб його взагалі брати до уваги, планують дослідницьку подорож на літні канікули. Щось середнє між науковою експедицією і просто розвагою, як і належить групі підлітків. Їхня мета — поповнити дані з будови таємничої Чорної печери, яка недостатньо детально нанесена географами на карту і недосліджена геологами, яку ніхто не відвідував десятиліттями. Круті повороти сюжету перетворюють роман на детектив. Герої стикаються з усілякими труднощами та ускладненнями в печері, а також з численними таємницями.

### Замок дівчини в білому
Черешняки вирушають у нову пригоду, знову об'єднуються в команду, але все-одно когось не вистачає. Цього разу Йонела. Проте з'являється новий персонаж — дівчина, яка щойно приїхала до містечка. Тік першим побачив незнайому дівчину в білосніжній сукні — і закохався в неї з першого погляду. Потім він дізнався, що її звати Лаура. Через день дівчина зчезла, а ще за кілька днів черешняки отримали незрозуміле послання, яке надіслала сама дівчина в білому. В ньому вона детально описує замок Двох хрестів, про який мріяла, і просить черешняків про допомогу, бо вона — полонянка в ньому, перебуває під охороною трьох чоловіків. Черешняки вирушають назустріч пригодам, дещо вагаючись, бо повідомлення не містило жодних натяків на розташування замку. У своїх пошуках вони натрапляють на старовинний документ, написаний 1663 року. У цьому документі розкриваються подробиці про замок і місце, де він розташований. Але відомості з документа виглядають непевними, кожен наступний рядок в ньому суперечить попередньому. Віктор здогадався, що документ зашифрований і підібрав ключ до нього. Замок Двох хрестів стратегічно прихований, таємничий, спроєктований спеціально для того, щоб його не можна було знайти — у ньому зберігалися скарби країни на випадок різноманітних загроз та війн. Крім того, замок містить серію пасток при переході з одного приміщення в інше, тому черешнякам доводиться виявляти ці пастки наперед. Укінці черешняки швидше за істориків та археологів знаходять скарби, століттями приховані в замку. На цьому сюрпризи не завершуються — викриття «викрадачів полонянки в білому» нагадує державний переворот. Але чому Тік такий сумний укінці книги? Які ще загадки пов'язані з дівчиною в білому та її замком?

### Колесо щастя
Черешняки змінюють обстановку і на запрошення двоюрідної сестри Дана Йоани вирушають на канікули до іншого містечка, відомого своїм надзвичайним ярмарком. Там Тіка дуже приваблює атракціон «Колесо щастя», але з часом черешняки переконуються, що власник шахраює, і бажають довести це. Нагальніша проблема, однак, виникає зовсім з іншого боку: з місцевого музею викрадають унікальні і дуже цінні теракотові статуетки, які, перш ніж вони зникли, встиг побачити тільки Тік під час їхнього спільного візиту до музею. Обидві проблеми повинні бути вирішені, тож черешняки душею і тілом віддаються своїй новій місії. Зв'язок між двома просторами і фактами доводиться лише укінці. У цій книзі більше говориться про Дана, як майбутнього автора книг. У романі автор використовує хитрість, подаючи на початку лист читача, в якому він запевняє всіх, що описані в книзі події є справжніми. Так і є, зрештою! Але після оголошення фактів, читач змушений мимоволі повернутися аж до початку розповіді, щоб наново, під зовсім іншим кутом подивитися на події, що відбувалися.

### Снігові крила
Події книги відбуваються у період зимових канікул під час юнацької зимової олімпіади. Завдяки своїм успіхам черешняки стали відомими не лише через книги, а й справжні події, які їх прославили. Тож вони стикнулися з новою ситуацією, в якій їх боготворить і наслідує натовп дітей у зимовому таборі. Починаючи з цього моменту, їхні канікули завершуються не так, як вони запланували, лише зимовими іграми та змаганнями. Черешняки стикаються із засніженими горами, лавинами, хуртовинами, голодними вовками та іншими труднощами, які може принести дика незаселена місцевість взимку. Ситуація серйозно ускладнюється групою лиходіїв, які зводять рахунки за попередні злодіяння. Вони намагаються розшифрувати повідомлення, надіслане чоловіком, який помер у серпні 1944 року. Повідомлення складається з двох слів «колиба» і «липень». Лиходії шукають скарб, який дійсно існує, але його вміст невідомий нікому. Розум черешняків працює швидше, і вони раніше виявляють, де він знаходиться. Ситуація складна і тривожна, виклики снігової бурі та жорстокість грабіжників змушують черешняків знаходити ресурси та сили, застосовувати нові навички та хитрість на шляху порятунку власного життя.

### Щасливої дороги, черешняки!
Події книги відбуваються через два роки після пригод у замку Двох хрестів. Черешняки занурюються у нову загадку, яка цього разу веде друзів на пошуки таємниці, що спочиває на дні моря. Чи може бути краще місце для завершення пригод черешняків, ніж море? …Море з його таємничими горизонтами, вічною мінливістю, раптовими змінами: від монотонності до драматизму і небезпеки. Черешняки мандрують стародавніми переказами, неймовірними історіями, про які розповідають пошепки, майже магічними загадками про давно зниклі цивілізації… і все це увінчане вже звичними небезпеками та загрозами, і збагачене додатковою дозою зрілості та набагато більшою романтикою. Все починається з біломармурових колон Йонела, які можна побачити тільки під час шторму у певний момент. Послання Йонела змушує черешняків приїхати на узбережжя моря. Вони поселяються в Повіках, де виявляють камені з таємничими написами, побувають у Гістрії та познайомляться із залишками давньогрецького поселення, нарешті, перемістяться в Горган та розшифрують загадку колон. Секрет, особливо, коли він іде під руку з коханням, здатен хвилювати. Тепер Урсу і Лучія зізнаються у своїх почуттях, мрійниця Марія закохається в помічника археолога, а Віктор буде остаточно завойований Лаурою. Черешняки готуються стати дорослими. А читачам після їхніх пригод залишаються ностальгія та пам'ять.